# تتیدا
تتیدا (نام علمی: Tethyidae) نام یک تیره از رده اسفنج‌های شاخی متعلق به راسته هادرومریدا است.